# Shinobius orientalis
Shinobius orientalis là một loài nhện trong họ Trechaleidae. Chúng được T. Yaginuma miêu tả năm 1967.